# Saint-Martin-en-Bière
Saint-Martin-en-Bière és un municipi francès, situat al departament de Sena i Marne i a la regió de Illa de França. L'any 2007 tenia 831 habitants.
Forma part del cantó de Fontainebleau, del districte de Fontainebleau i de la Comunitat d'aglomeració del Pays de Fontainebleau.

## Demografia

### Població
El 2007 la població de fet de Saint-Martin-en-Bière era de 831 persones. Hi havia 293 famílies, de les quals 53 eren unipersonals (20 homes vivint sols i 33 dones vivint soles), 102 parelles sense fills, 126 parelles amb fills i 12 famílies monoparentals amb fills.
La població ha evolucionat segons el següent gràfic:
Habitants censats

### Habitatges
El 2007 hi havia 355 habitatges, 306 eren l'habitatge principal de la família, 32 eren segones residències i 17 estaven desocupats. 336 eren cases i 14 eren apartaments. Dels 306 habitatges principals, 247 estaven ocupats pels seus propietaris, 44 estaven llogats i ocupats pels llogaters i 15 estaven cedits a títol gratuït; 2 tenien una cambra, 13 en tenien dues, 44 en tenien tres, 57 en tenien quatre i 189 en tenien cinc o més. 256 habitatges disposaven pel capbaix d'una plaça de pàrquing. A 98 habitatges hi havia un automòbil i a 198 n'hi havia dos o més.

### Piràmide de població
La piràmide de població per edats i sexe el 2009 era:
| Homes | Edats   | Dones |
| ----- | ------- | ----- |
| 0     | 95 o +  | 4     |
| 0     | 90 a 94 | 4     |
| 4     | 85 a 89 | 0     |
| 4     | 80 a 84 | 0     |
| 4     | 75 a 79 | 16    |
| 16    | 70 a 74 | 16    |
| 20    | 65 a 69 | 12    |
| 20    | 60 a 64 | 28    |
| 8     | 55 a 59 | 20    |
| 28    | 50 a 54 | 28    |
| 36    | 45 a 49 | 20    |
| 44    | 40 a 44 | 36    |
| 24    | 35 a 39 | 44    |
| 28    | 30 a 34 | 28    |
| 20    | 25 a 29 | 12    |
| 4     | 20 a 24 | 8     |
| 32    | 15 a 19 | 8     |
| 16    | 10 a 14 | 48    |
| 20    | 5 a 9   | 40    |
| 24    | 0 a 4   | 20    |

## Economia
El 2007 la població en edat de treballar era de 561 persones, 412 eren actives i 149 eren inactives. De les 412 persones actives 381 estaven ocupades (212 homes i 169 dones) i 31 estaven aturades (14 homes i 17 dones). De les 149 persones inactives 38 estaven jubilades, 62 estaven estudiant i 49 estaven classificades com a «altres inactius».

### Ingressos
El 2009 a Saint-Martin-en-Bière hi havia 298 unitats fiscals que integraven 782 persones, la mediana anual d'ingressos fiscals per persona era de 27.684 €.

### Activitats econòmiques
Dels 30 establiments que hi havia el 2007, 1 era d'una empresa de fabricació de material elèctric, 5 d'empreses de construcció, 6 d'empreses de comerç i reparació d'automòbils, 1 d'una empresa d'hostatgeria i restauració, 2 d'empreses d'informació i comunicació, 3 d'empreses financeres, 1 d'una empresa immobiliària, 6 d'empreses de serveis, 3 d'entitats de l'administració pública i 2 d'empreses classificades com a «altres activitats de serveis».
Dels 7 establiments de servei als particulars que hi havia el 2009, 1 era un guixaire pintor, 1 fusteria, 2 lampisteries, 1 empresa de construcció, 1 restaurant i 1 agència immobiliària.
L'any 2000 a Saint-Martin-en-Bière hi havia 15 explotacions agrícoles que ocupaven un total de 828 hectàrees.

## Equipaments sanitaris i escolars
El 2009 hi havia una escola elemental.

## Poblacions més properes
El següent diagrama mostra les poblacions més properes.